# Шатров, Николай Яковлевич
Николай Яковлевич Шатров (17 (29) ноября 1853 года — 30 июня 1932 года, Баден близ Вены, Австрия) — российский предприниматель, симбирский купец и крупный меценат. Потомственный почётный гражданин (1898), мануфактур-советник (с 1903), статский советник (с 1912).

## Биография
Место рождения Николая Шатрова неизвестно. Происходил он из податного сословия и хорошего образования не получил. В 1885 году Шатров приобрел суконную мануфактуру в селе Старая Измайловка и в Новой Измайловке (ныне Измайлово) построенную в 1845 году дворянином Я. Ф. Прибыловским, сделал из неё фабрику, заменив ручные станки механическими в десять раз увеличил мощность производства и улучшил быт занятых на нем рабочих. К началу XX века их было около полутора тысяч. В числе прочего, владелец фабрики строил для них жилье. В поселке имелись больница, богадельня, школа, была даже пущена электростанция. Это произошло в 1890 году, на 23 года раньше, чем электричество появилось в губернском Симбирске. Для рабочих функционировали струнный оркестр и хор, их зарплаты были выше, чем на других предприятиях. Сукна Шатрова продавались по всей России вплоть до Порт-Артура, поставлялись они и в армию. На Нижегородской ярмарке Николай Яковлевич держал три каменные лавки.
Будучи крупным фабрикантом, он владел суконной фабрикой, лесопильными и винокуренным заводами, имел до 4200 десятин земли (в Карсунском и Сенгилеевском уездах), несколько каменных лавок в Симбирске и на Нижегородской ярмарке.
В Симбирске Шатров был крупным общественным деятелем, занимал ряд выборных должностей. Избирался гласным городской думы, был членом Почётного присутствия. Был старостой (ктитором) Симбирского кафедрального собора, вносил значительные средства на его содержание. Состоял членом Симбирского губернского по фабричным и горнозаводским делам присутствия, членом комитета Карамзинской общественной библиотеки, директором Симбирского губернского тюремного комитета, членом комитетов отделений двух банков.

### Благотворительность
Шатров много жертвовал на народное образование в Симбирской губернии, а также на подготовку учителей. Строил церкви и приюты. Оказывал помощь классической гимназии. В 1897 году в Измайловке (ныне Старая Измайловка) была освящена Казанская церковь (каменная), построенная на средства купца. После этого бывшее сельцо приобрело новый статус стало селом Измайловым. Он обеспечил домом с подвалом и надворными постройками Коммерческое училище, пожертвовал 30000 рублей Торговой школе.
С 1883 поддерживал Симбирскую чувашскую учительскую школу (в 1883—1917 был её почётным попечителем), которой предоставил более 100 тыс. рублей денег, а также собственные здания. В 1897 году на его средства при школе была перестроена домовая церковь Сошествия Святого Духа. А в 1890 году, на пожертвования фабриканта Н. Я. Шатрова, был возведён каменный храм Николая Чудотворца в селе Новая Ханинеевка.
В 1910 году именно Шатров создал фонд для выплаты стипендии им. И. Я. Яковлева, его личный вклад в этот фонд составил 500 рублей.
С 1888 по 1905 гг. Н. Я. Шатров избирался церковным старостой (ктитором) Свято-Троицкого кафедрального собора и жертвовал значительные суммы на его содержание. В 1890-х годах на его средства перестроен и расширен Николаевский зимний собор.
С 1898 года фабрикант ежегодно выделял деньги на пособия дочерям обедневших мещан и купцов при вступлении в брак (невестам-бесприданницам). Предлагал городской голове Л. И. Афанасьеву открыть в Симбирске туберкулезный санаторий.
Большой вклад Шатров внёс в создание Дома-памятника Гончарову (краеведческого и художественного музея).
В 1914 году профинансировал создание и до 1917 года содержал на свои средства лазарет для раненных на 50 коек.

### После революции
9 ноября 1917 года рабочие фабрики Шатрова приняли резолюцию бороться против наступления авантюры большевиков и скатывания страны к гражданской войне. История, однако, распорядилась иначе.
После Октябрьской революции 1917 года Шатров сначала находился в Симбирске. Он добровольно передал свое состояние (стоимостью около 60 млн рублей) государству. Недолгое время даже проработал инструктором по производству. В 1919 году арестован ВЧК, но затем освобожден. По данным Книги памяти жертв политических репрессий в Ульяновской области, он был незаконно заключен в концлагерь. За него ходатайствовал и предлагал отпустить на поруки чувашский просветитель Иван Яковлевич Яковлев, деятельности которого Шатров ранее способствовал как меценат. Некоторое время жил в Москве. Затем эмигрировал во Францию вместе с женой. В 1925 году поступали непроверенные сведения о его нахождении в нужде в Швейцарии.
Н. Я. Шатров умер 30 июня 1932 года в Бадене близ Вены. Похоронен на русском кладбище в Вене.
В 1993 году реабилитирован.

## Награды
За благотворительную деятельность Николай Шатров многократно награждался. Он получил: ордена Св. Анны 2-й (1902) и 3-й степени, орден Св. Станислава 2-й степени, орден Св. Владимира 4-й степени (1909) и золотую медаль для ношения на шее (1891). В 1898 году он удостоен звания потомственного почётного гражданина города Симбирска. 
В Ульяновске сохраняется Дом-особняк Н. Я. Шатрова.